# Iglesia de L'Hôpital-Saint-Blaise
La iglesia de L'Hôpital-Saint-Blaise se encuentra en la localidad francesa de L'Hôpital-Saint-Blaise, en el departamento de Pirineos Atlánticos y en la región vascoparlante de Sola. Su construcción data del siglo XII. Está clasificada como monumento histórico desde el 3 de marzo de 1888. Fue declarada también Patrimonio de la Humanidad por la Unesco en 1998 dentro de Caminos de Santiago en Francia con el código 868-017.

## Descripción
L'Hôpital Saint-Blaise (Ospital significa "casa grande") fue una fundación hospitalaria en el Camino de Santiago. Sigue los cánones de la abadía de Sainte-Christine de Somport que se construyó a mediados del siglo XII un "hospital de misericordia", donde sólo queda la iglesia. Los trabajos de restauración revelaron que la estructura era en gran parte original.

## Galería de imágenes

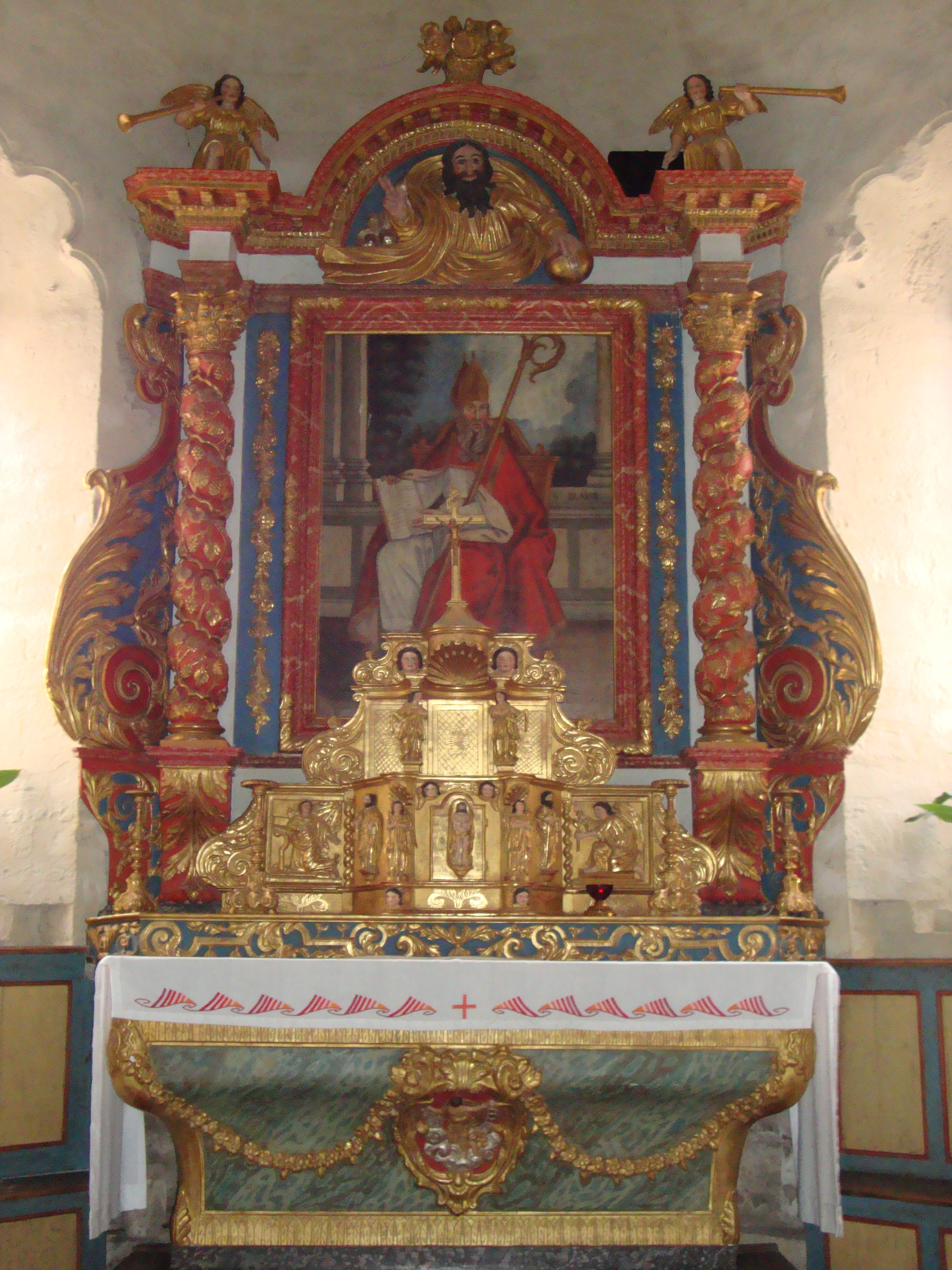
El retablo.
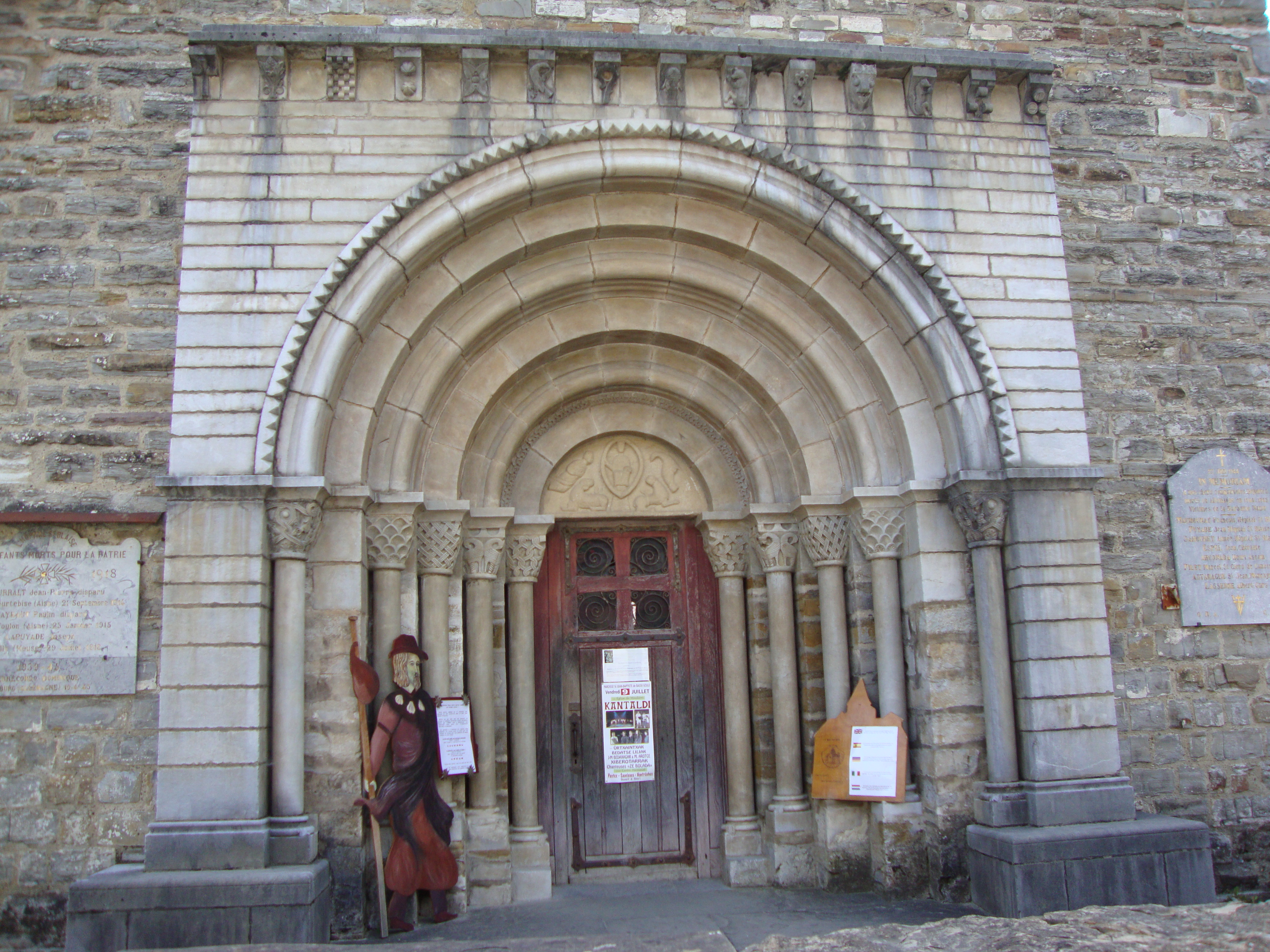
Arcos de la entrada.
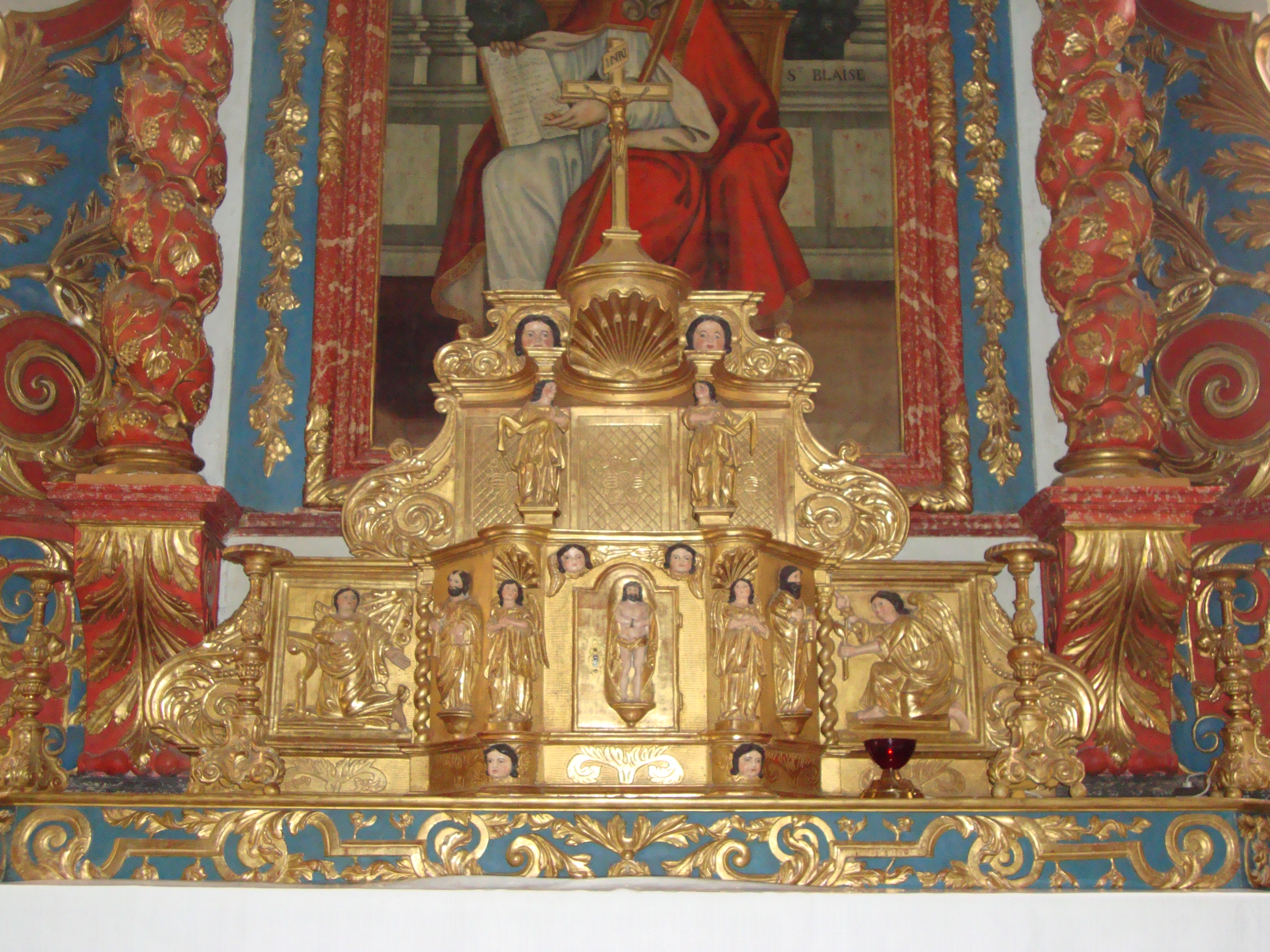
El altar.